# غاودانة لوداب (لوداب)
غاودانة لوداب (بالفارسية: گاودانه لوداب) هي قرية تقع في إيران في قسم لوداب الريفي. يقدر عدد سكانها بـ 33 نسمة بحسب إحصاء 2016.